# Cultura catacombelor

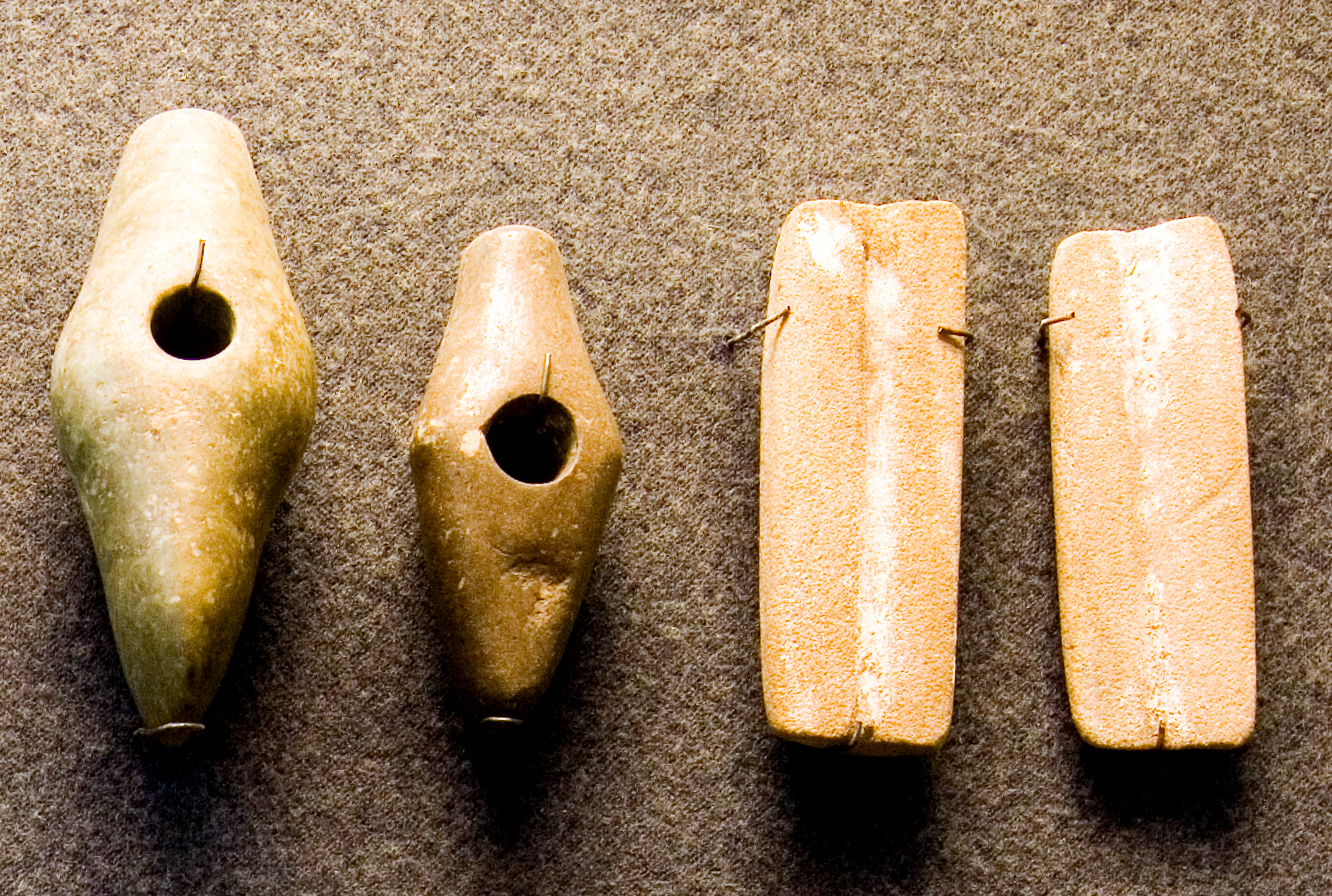
Artefacte ale culturii catacombelor

Cultura catacombelor (cca. 2800-2200 î.Hr.) se referă la o cultură timpurie din epoca bronzului, localizată pe teritoriul Ucrainei actuale. Aceasta a fost precedată de cultura Iamna. Economia era bazată pe creșterea animalelor, deși s-au găsit urme de cereale.
Cultura catacombelor din stepa pontică a fost urmată de cultura Srubna din jurul secolului al XVII-lea î.Hr.

## Istorie
Originea culturii catacombelor este contestată. Jan Lichardus enumeră trei posibilități: o dezvoltare locală pleacată de la precedenta cultură Iamna, o migrație din Europa Centrală sau o origine orientală. Cultura a fost prima care a introdus decorațiuni de ceramică cu fir în stepe și o utilizare masivă a toporului lustruit, oferind o legătură cu occidentul. Paralele cu cultura Afanasevo, inclusiv deformări craniene provocate, oferă o legătură cu orientul. 
Cultura catacombelor din stepa pontică a fost urmată de cultura Srubna din aproximativ secolul al XVII-lea î.Hr.

## Ritualul de înmormântare
Denumirea culturii catacombelor provine de la practicile sale de înmormantare. Acestea sunt similare cu cele ale culturii Iamna, însă, diferite prin crearea catacombei. Rămășițele animale erau depuse într-un număr mic de morminte.
În unele morminte era practicată la modelarea unei măști de argilă, care era pusă pe fața persoanei decedate, creând o evidentă asocierea cu celebra masca de înmormântare din aur a lui Agamemnon, artefact al culturii Tashtyk.

## Limba
Compoziția lingvistică a culturii catacombelor este neclară. În contextul ipotezei Kurgan expusă de Marija Gimbutas, existența unei componențe indo-europene este greu de negat, în special în etapele ulterioare. Plasarea strămoșilor dialectelor grecești, armene și paleo-balcanice ar putea explica perfect anumite caracteristici comune. 